# Diagnostics and Recovery Toolset
Das Microsoft Diagnostics and Recovery Toolset, kurz DaRT, früher bekannt als ERD Commander von Winternals, ist eine von Microsoft aufgekaufte und weiter entwickelte sowie von CD oder DVD bootfähige Mini-Betriebssystemumgebung, in der dem Anwender Werkzeuge zur Systemreparatur oder -wiederherstellung zur Verfügung gestellt werden. Das von CD/DVD gestartete DaRT stellt einen Kontakt zum auf der Festplatte installierten Host-System her, um so das defekte System auslesen und bei Bedarf reparieren zu können.
Das DaRT wiederum ist fester Bestandteil des Microsoft Desktop Optimization Packs, kurz MDOP, welches Microsoft seinen Volumenlizenzkunden mit Software Assurance als jährlich zu entrichtende Softwaremiete anbietet. Das DaRT kann nicht separat erworben werden. Für interessierte Nutzer bietet Microsoft eine 30-tägige Demoversion des DaRT auf seiner Homepage zum Download an.

## Versionen
Für jede Client-Betriebssystemgeneration (XP, Vista etc.) bietet Microsoft nahezu zeitgleich eine entsprechende DaRT-Version an, welche auf dem Kernel des zugrunde liegenden Systems basiert. Die aktuellen Versionen sind:
- DaRT 5.0 – ein auf Windows XP basierendes Mini-XP, zur Behebung von Systemproblemen mit Windows XP. Die Bedienung bzw. der Aufruf der Tools erfolgt wie bei einem herkömmlichen Windows XP über Desktop und Startmenü.

- DaRT 6.0 – ein auf Windows Vista basierendes Windows PE zur Behebung von Systemproblemen mit Windows Vista.

- DaRT 6.5 bzw. DaRT 7.0 – zur Behebung von Systemproblemen mit Windows 7 und Windows Server 2008 R2.

- DaRT 8.0 – zur Behebung von Systemproblemen mit Windows 8 und Windows Server 2012.

- DaRT 8.1 – zur Behebung von Systemproblemen mit Windows 8.1 und Windows Server 2012 R2.

## Im DaRT enthaltene Tools

### Version 5.0
Notepad, Windows Explorer, Eingabeaufforderung, Arbeitsplatz, Netzwerkumgebung, Registrierungseditor, Dienstverwaltung, Datenträgerverwaltung, Ereignisanzeige, TCP/IP Konfigurationen, Disc Commander, Disk Wipe, File Restore, Hotfix Uninstall, Locksmith, System Restore und System File Repair. Zur automatischen Problemlösung kann der Benutzer einen Solution Wizard benutzen, der das Problem analysiert und selbstständig zu beheben versucht.

### Zusätzlich in Version 6.0
Hier gibt es keinen Desktop und Startmenü mehr, sondern nur noch eine grafische Oberfläche, die in einem Grafikdialog den Aufruf der enthaltenen Tools ermöglicht. Der Umfang der Tools entspricht dem DaRT 5.0, allerdings in einer für das Betriebssystem Vista aktualisierten Version. So wurde u. a. auch eine Bitlockerunterstützung und die Systemabbildwiederherstellung integriert.